# Livräddning

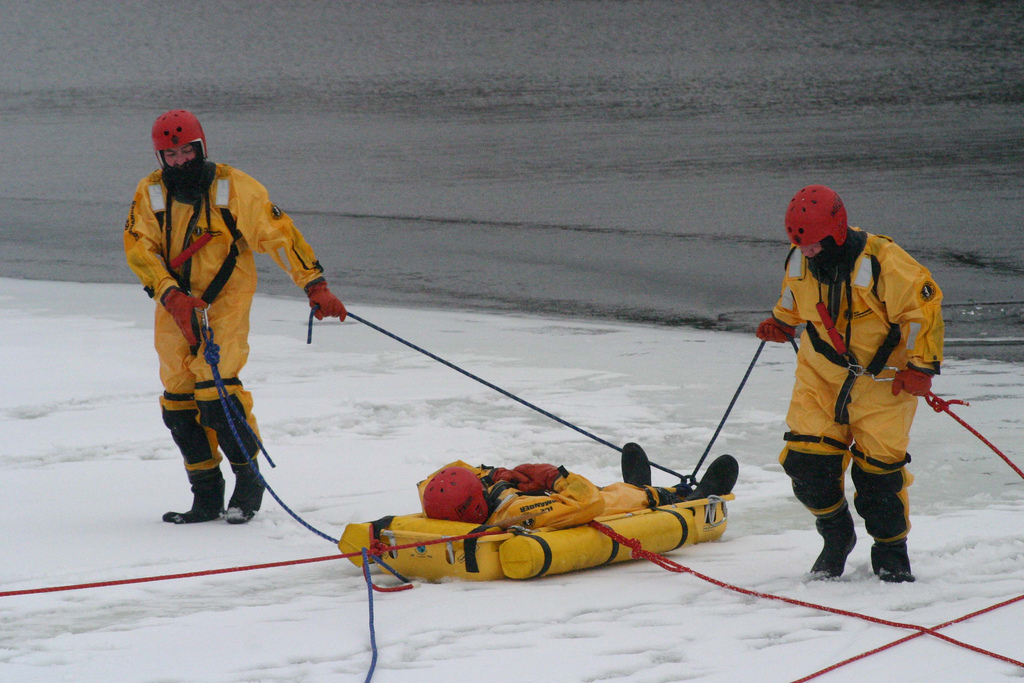
Isräddningsutbildning i Kanada

Livräddning är en handling som involverar undsättning, hjärt- och lungräddning och första hjälpen. Det syftar ofta på vattensäkerhet, men kan även innefatta räddning ur vak, översvämning eller annat prehospitalt arbete.
De som utför livräddning ideellt kallas livräddare, och de som är anställda för utföra livräddning kallas badvakter.

## Livräddning från land

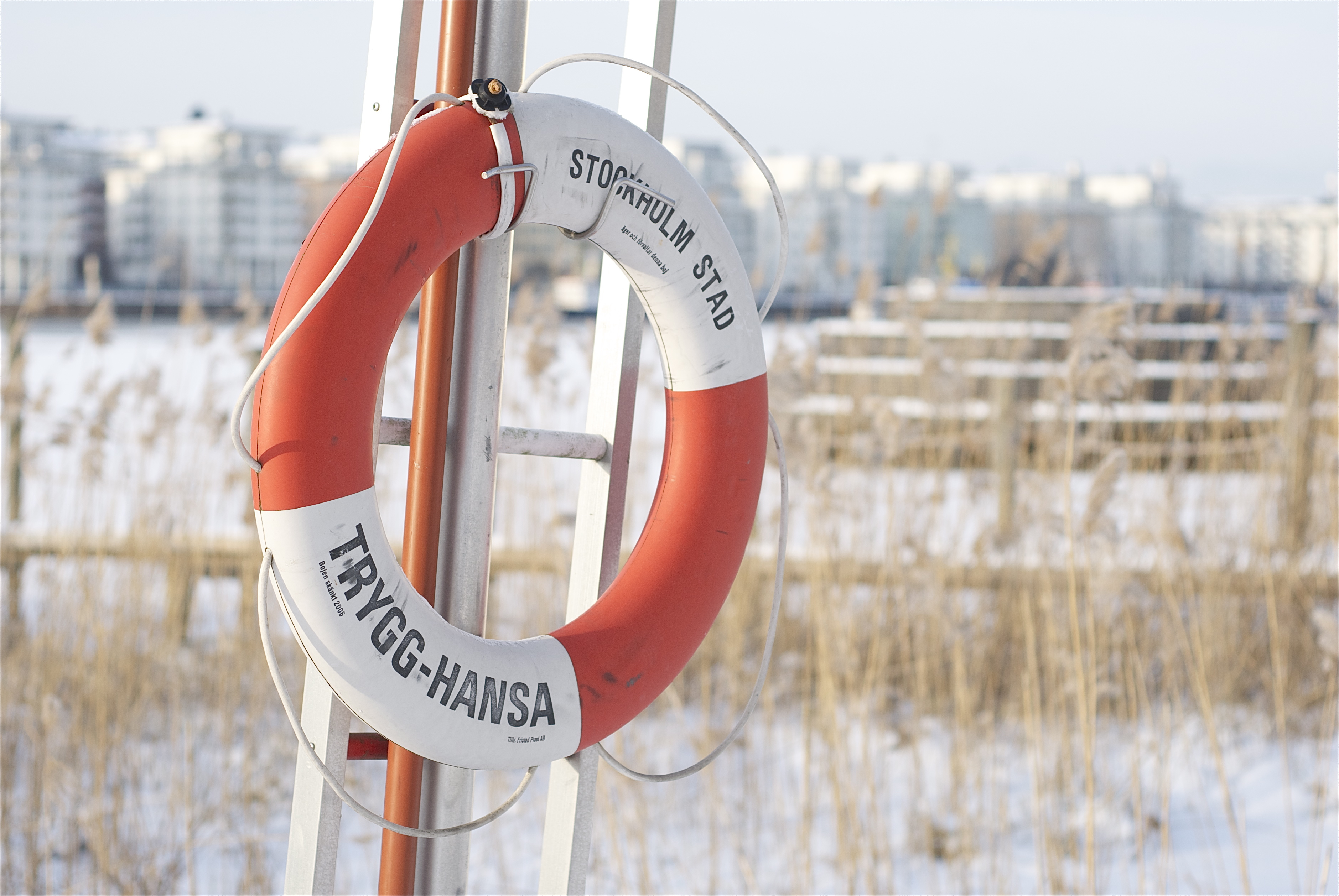
Livboj utplacerad vid vattnet i Hammarby sjöstad i centrala Stockholm.

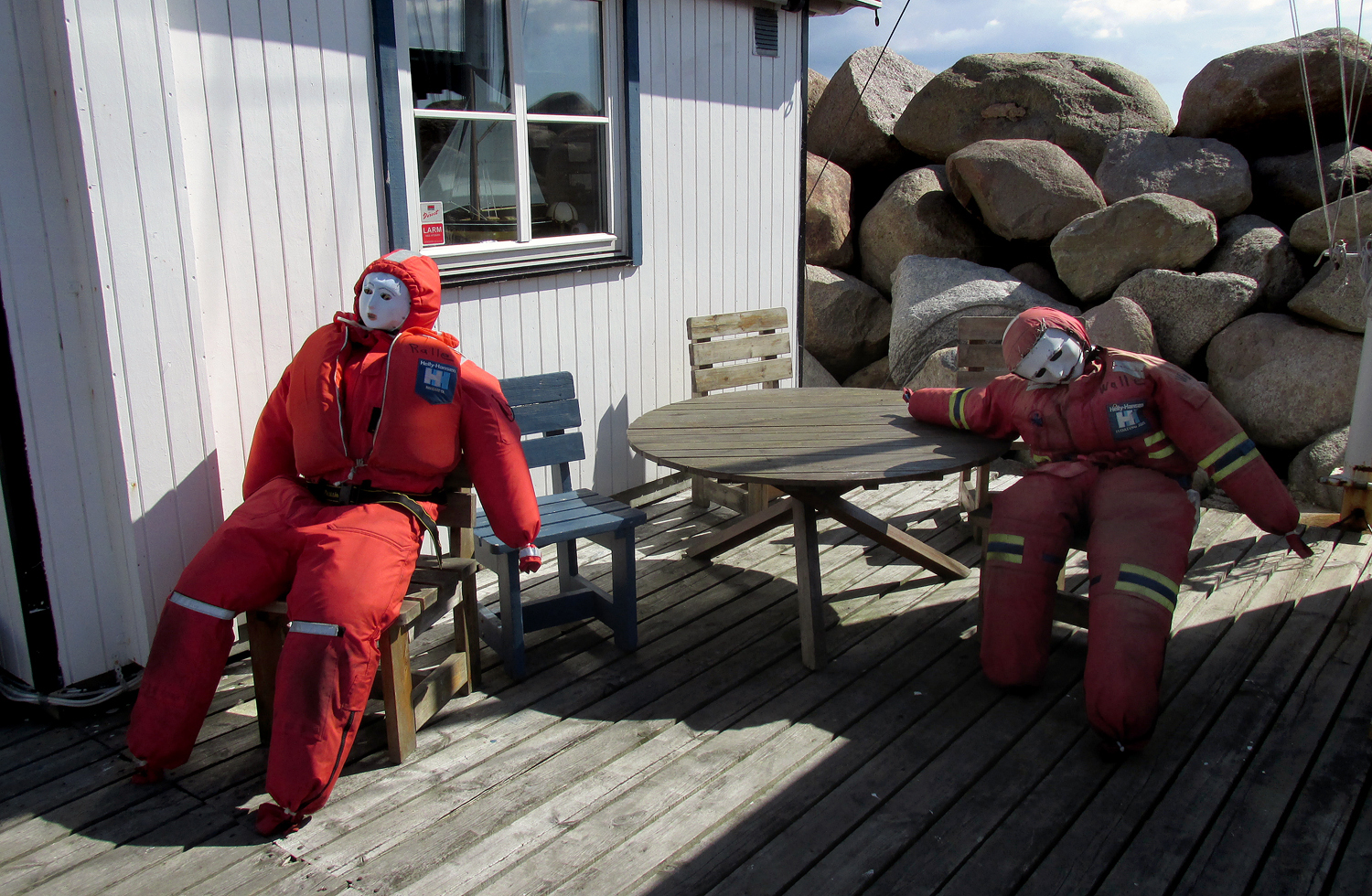
Livräddningsdockor för träning av livräddning, tillhörande Sjöräddningssällskapet i Ystad.

Livräddning från land är att föredra om det är möjligt. Detta gör dels att man har bättre översyn, och dels inte själv riskerar att förolyckas. Detta är speciellt viktigt för barn. Lämpligt vid livräddning från land är att kasta i något som flyter och som man därefter kan dra in. På badplatser finns ofta livboj att kasta iväg för att sedan hala in när den nödställda fått tag i livbojen. Om den nödställde är medvetslös är livräddning från land inte ett alternativ.

## Livräddning i vattnet med hjälpmedel
Livräddning börjar i dessa fall med att kasta i livboj eller liknande i vattnet innan man hoppar i. Det är viktigt att ordentligt se efter var personen är. Detta är dels för att veta var personen sist var om den börjar sjunka och dels för att själv hålla reda på var personen var om man tappar orienteringen vid ihoppet. Sedan låter man den nödställda ta tag i livbojen, på så sätt agerar livbojen den förlängda armen. För att simma tillbaka lägger man sig på motsatt sida och simmar ryggsim med den nödställda under uppsikt.

## Livräddning av medvetslös eller kraftigt medtagen med hjälpmedel
När personen är medvetslös eller kraftigt medtagen finns det alltid en risk att den nödställde inte klarar av eller kan hålla kvar i livbojen. Det är då viktigt att man får in personen i livbojen och håller kvar personen så att det inte finns risk att denna faller ur livbojen. Detta gör man genom att simmande på rygg hålla i personens huvud.

## Livräddning utan hjälpmedel
När inga hjälpmedel finns tillgängliga måste den nödställda bogseras. Detta sker genom att vara bakom personen och hålla upp dennes huvud med hjälp av händerna så att personen kan andas. Därefter simmar man på rygg tillbaka med personen vilandes mot bröstet.

## Faror vid livräddning och hur man undviker dem
Vid livräddning är det väldigt viktigt att man själv inte utsätter sig för onödig fara när man ska rädda någon annan. Förlängda armen är en teknik för att minimera risken att man själv förolyckas när man ska rädda någon annan. Förlängda armen går ut på att man alltid ska ha något mellan sig och den nödställde. Detta gäller både från land och i vatten. I vatten finns det annars risk för att den nödställde kommer försöka klättra på räddaren för att själv kunna andas. Från land finns det risk att den nödställde drar ner livräddaren i vattnet. Lämpligt är vad som finns till hands; en livboj, en tröja eller liknande.